# Overspill
Overspill bezeichnet in der Rundfunktechnik eine Versorgung eines Bereiches mit Antennensignalen, der eigentlich nicht innerhalb des eigenen Versorgungsgebietes liegt.

## Entstehung
Overspill entsteht dadurch, dass sich TV- und Radio-Signale, welche per Antenne, früher analog, heute z. B. über DVB-T2 oder DAB+, von einer Rundfunk-Sendestation abgestrahlt werden, gleichmäßig ausbreiten. Dabei werden von den Sendeanlagen, abhängig von der topografischen Lage, dem Antennendiagramm und der Sendeleistung, oft in mehreren hundert Kilometern Luftlinienradius außerhalb des eigentlichen Versorgungsgebietes TV- und Radio-Signale verbreitet. Dies lässt sich technisch nicht vermeiden, da Antennendiagramme mit vernünftigem Aufwand nicht beliebig realisiert werden können und verringerte Sendeleistungen Versorgungslücken im eigenen Sendegebiet bewirken könnten.
Daneben unterliegt auch die Wellenausbreitung in allen für Rundfunkzwecke genutzten Bändern gewissen Schwankungen, die – je nach Frequenz – überwiegend tageszeitlicher, jahreszeitlicher oder meteorologischer Natur sind. Auch Antennendiagramme unterliegen diversen Veränderungen, welche durch Schwankungen der elektrischen Leitfähigkeit des Erdbodens in Folge unterschiedlicher Feuchtigkeit entstehen.
Daneben gibt es auch Formen des Rundfunks, die Overspill ausnutzen. Hierzu gehört der Auslandsrundfunk, der im Regelfall im Lang-, Mittel- und insbesondere Kurzwellenbereich betrieben wird und das Borderblasting (Ausstrahlung von Rundfunksendungen meist mit hoher Leistung über Staatsgrenzen hinweg, weil im Zielland kein Sendebetrieb gestattet ist). Daneben existieren bei entsprechender Topografie auch Füllsender außerhalb des eigentlichen Verbreitungsgebietes, die über Richtantennen grenznahe Gebiete versorgen.

## Verbreitung in TV-Kabelnetzen
TV-Kabelnetzbetreiber haben innerhalb der Overspill-Gebiete die rechtliche Grundlage für die Einspeisung der vom Overspill verbreitenden TV- und Radioprogramme.
Voraussetzung ist, dass die vom Overspill betroffenen TV-Kabelnetze auf einzelne Netzknoten regionalisierbar sind,
damit eine landesweite Einspeisung weit außerhalb der Overspill-Gebiete vermieden wird.
Auf dieser Grundlage können auch TV-Programme aus dem Nachbarland, bei denen die jeweiligen Programmveranstalter oft nur eingeschränkte Senderechte besitzen, innerhalb der TV-Kabelnetze im Overspill-Gebiet frei verbreitet werden. Dies ist auch auf Basis eines grundverschlüsselten DVB-T2 Antennen-Signals möglich, wenn öffentlich rechtliche Programmveranstalter mit den jeweiligen Kabelnetzbetreibern einen Einspeisevertrag vereinbaren, welcher ausschließlich für die Overspill-Gebiete eine unverschlüsselte TV-Einspeisung vorsieht. So werden von den Kabelnetzbetreibern als Ergänzung zur relativ schlechten SD-Qualität auch TV-Programme mit demselben Programminhalt in HD-Qualität, welche aus dem Nachbarland grundverschlüsselt über DVB-T2 senden, ausschließlich im Overspill-Gebiet in HD-Qualität frei eingespeist.

### Beispiel ORF- und SRF-Empfang über deutsche Landesgrenze
Aufgrund der grenznahen und topografisch bedingt sehr hoch gelegenen Sendeanlagen in Österreich und der Schweiz ist ein weitreichender Overspill von TV-Signalen des ORF und des SRF nach Deutschland technisch unvermeidbar.
In Österreich erzeugen die zahlreichen grenznahen DVB-T2-Sendeanlagen Pfänder, Dünserberg, Mittelberg 1, Mittelberg 2, Sender Lech, Reutte, Zugspitze, Salzburg, Schärding, Hallein-Zinkenkogel, Holzgau-Benglerwald, Haeselgehr-Heisemad, Jungholz, Tannheim, Leutasch-Moosalm, Thiersee, Niederndorf, Koessen-Hechenbichl, Unken, Saalfelden-Huggenberg, Werfen-Feuerseng, Ried/Innkreis, Ranna und Aigen einen großflächigen Overspill der ORF-Programme in die Nachbar-Bundesländer Baden-Württemberg und Bayern.
In der Schweiz erzeugte die reichweitenstarke DVB-T-Sendeanlage Hoher Kasten bis zu ihrer Abstellung und vor allem die in Österreich sehr grenznahe und leistungsstarke DVB-T2-Sendeanlage Pfänder in Baden-Württemberg einen weitreichenden Overspill der SRF-Programme, der bis nach Bayern reicht.
In Baden-Württemberg sind der ORF und das SRF daher in den nachfolgenden Land- und Stadtkreisen per Dachantenne aufgrund des Overspills empfangbar:
- Alb-Donau-Kreis
- Biberach
- Bodenseekreis
- Böblingen
- Breisgau-Hochschwarzwald
- Esslingen
- Freudenstadt
- Göppingen
- Heidenheim
- Konstanz
- Lörrach
- Ortenaukreis
- Ostalbkreis
- Ravensburg
- Reutlingen
- Rottweil
- Schwarzwald-Baar-Kreis
- Sigmaringen
- Tuttlingen
- Tübingen
- Ulm
- Waldshut
- Zollernalbkreis

Auch in Bayern ist der ORF in den nachfolgenden Landkreisen per Dachantenne aufgrund des Overspills empfangbar (teilweise zusätzlich der *SRF vom Sender Pfänder):
- Aichach-Friedberg*
- Augsburg*
- Bad Tölz-Wolfratshausen*
- Dachau*
- Dillingen*
- Dingolfing/Landau
- Donau-Ries
- Ebersberg
- Eichstätt
- Erding
- Freising
- Fürstenfeldbruck*
- Garmisch-Partenkirchen*
- Günzburg*
- Ingolstadt
- Kaufbeuren*
- Kelheim
- Kempten*
- Landsberg*
- Landshut
- Lindau*
- Memmingen*
- Miesbach
- Mühldorf
- München
- Neu-Ulm*
- Oberallgäu*
- Rosenheim
- Starnberg*
- Traunstein
- Unterallgäu*
- Weilheim-Schongau*

Die dort ansässigen TV-Kabelnetzbetreiber nutzen daher in der Regel die Möglichkeit und speisen die ORF und SRF Programme in SD- und HD-Qualität in die jeweiligen Netzknoten der Landkreise ein, um ihr TV-Programmangebot regional zu ergänzen.

## Weitere Verbreitung
Zudem wird Overspill in der Terrestrik auch häufig beabsichtigt in Kauf genommen, um das eigene Sendegebiet zu vergrößern und so höhere Werbeeinnahmen zu erzielen. So sendet beispielsweise RTL aus Luxemburg mit einer Leistung, die es ermöglicht, auch große Teile der Moselregion und des Saarlandes mit seinen Fernseh- und Radioprogrammen abzudecken.

## Belege
1. ↑  Österreichischer DAB+ Bundesmux geht heute auf Sendung teltarif.de Onlineverlag GmbH, 28. Mai 2019
2. ↑  Kabel BW muss ORF Programme aus landesweiten Netz nehmen Heise Medien GmbH & Co. KG, 1. Februar 2007
3. ↑  DVB C Kabel Baden Württemberg ORF 1 und ORF 2 HIFI.DE GmbH, 2. Februar 2007
4. ↑  ORF jetzt in HD-Qualität Stadt Rosenheim, 11. Februar 2018
5. ↑  ORS Group Senderstandorte Österreichische Rundfunksender GmbH & Co. KG
6. ↑  ORF Einspeisung Kabel BW / Deutsche Telekom (Netz Freiburg) Rundfunkforum, 18. Mai 2003
7. ↑  ORF 1 Empfang Forum Digitalfernsehen.de, 21. Oktober 2004
8. ↑  ORF in Deutschland per Kabel Forum Digitalfernsehen.de, 9. Oktober 2005
9. ↑  ORF Empfang in Bayern Bayerischer Landtag, 27. Februar 2015
10. ↑  ORF Empfang in HD-Qualität? Das sagt Kabel Deutschland/Vodafone OVB24 GmbH, 15. Februar 2018